# Змееящерицы
Змеея́щерицы (лат. Ophiomorus) — род ящериц из семейства сцинковых.

## Описание
Змееящерицы — небольшие (длина тела до 20 см) ящерицы с удлинённым змеевидным телом (отсюда название). Конечности короткие, в той или иной мере редуцированные, с 2—4 пальцами. Два вида утратили конечности. Тело покрыто гладкой чешуёй. Глаза маленькие, с раздельными подвижными веками. В нижнем веке имеется прозрачный диск. Наружное отверстие уха очень маленькое (по величине уступает отверстию ноздри) или полностью отсутствует. Морда коническая и притупленная или клиновидная, ротовое отверстие слегка прикрыто краями верхнегубных щитков.
Распространены в Южной Европе (на юге Балканского полуострова), юго-западной Азии и Центральной Азии на восток до Пакистана и северо-западной Индии.
Ведут роющий образ жизни. На поверхности появляются редко, прячутся под камнями в трещинах почвы, песке. Некоторые виды могут «плавать» в сыпучем песке, подобно представителям рода Scincus.

## Классификация
Род включает 12 видов:
- Ophiomorus blanfordi — змееящерица Бланфорда
- Ophiomorus brevipes — коротконогая змееящерица
- Ophiomorus chernovi — змееящерица Чернова
- Ophiomorus kardesi
- Ophiomorus latastii — змееящерица Латаста
- Ophiomorus maranjabensis
- Ophiomorus nuchalis — кавирская змееящерица
- Ophiomorus persicus — персидская змееящерица
- Ophiomorus punctatissimus — крапчатая змееящерица
- Ophiomorus raithmai
- Ophiomorus streeti — змееящерица Стрита
- Ophiomorus tridactylus — трёхпалая змееящерица